# Monte Triomen
Il monte Triomen è situato sulle Alpi Orobie, in alta valle Brembana, in provincia di Bergamo.
Meta di sci alpinismo, la cresta che ne costituisce la vetta concorre a formare la conca che, assieme al monte Valletto e al monte Ponteranica, racchiude i laghetti di Ponteranica.

## Accessi
La vetta si raggiunge per la via più breve dai piani dell'Avaro, situati alla fine di una strada stretta ma asfaltata che da Cusio si dirige a nord-ovest. Dai piani dell'Avaro si prende a nord in direzione del monte Avaro e, in prossimità della costruzione in cemento contenente una presa dell'acqua, si imbuca il sentiero che sale a destra. Giunti nel vallone si risale fino a incrociare il sentiero 101. qui si prosegue in direzione nord verso la Bocchetta Triomen e, da qui, ci si arrampica in cresta lungo il lato ovest fino in cima.